# Bâgé-le-Châtel
Bâgé-le-Châtel település Franciaországban, Ain megyében. Lakosainak száma 987 fő (2022. január 1.). Bâgé-le-Châtel Saint-André-de-Bâgé és Bâgé-Dommartin községekkel határos.

## Népesség
A település népessége az elmúlt években az alábbi módon változott:
| Lakosok száma | 568  | 669  | 751  | 802  | 855  | 902  | 923  | 973  | 977  | 987  |
|               | 1968 | 1982 | 1990 | 2006 | 2013 | 2015 | 2017 | 2019 | 2020 | 2022 |